# Охота на дьявола
«Охота на дьявола» — российский детективный телесериал Давида Ткебучавы в жанре альтернативной истории, премьера которого состоялась 13 марта на «НТВ» в 2017 году.

## Сюжет
В основу истории легло заявленное научное открытие российского физика Михаила Филиппова, которое он совершил в начале XX века. Учёный исследовал электромагнитные волны и проводил опыты по передаче энергии взрыва на расстоянии. Это явление получило название «гипотетический луч Филиппова». Сериал покажет, чем могла бы обернуться для человечества Вторая мировая война, если бы разработки Филиппова не были уничтожены.
За секретным оружием охотятся разведчики из Германии, СССР, Японии и Великобритании. Противостоять им будет Макс Ливиус, бывший русский офицер, освоивший в мирное время профессию кинорежиссёра. Ему помогут агент НКВД и по совместительству любимая девушка Аня, а также сотрудник британской разведки и преданный друг Фил Килби.

## В ролях
- Сергей Безруков — Макс Ливиус / Максим Андреевич Левитин
- Мария Луговая — Анна Ярцева, агент НКВД
- Евгений Стычкин — Бокий
- Евгений Сытый — Слуцкий
- Юрий Круглов — Ежов
- Артём Ткаченко — Фил Килби
- Наталья Швец — Софья Дубровина
- Николай Шрайбер — Микки
- Илья Любимов — Ян Штильман
- Дмитрий Поднозов — Эско Риекки, руководитель Valpo
- Андрей Руденский — Кирилл Ланцер
- Петар Зекавица — барон фон Арденн
- Евгений Карпов — Отто Скорцени
- Павел Ворожцов — помощник Риекки
- Григорий Зельцер — Гиммлер
- Сергей Неудачин — Гитлер
- Юрий Брешин — Онезорге
- Григорий Данцигер — Урхо Кекконен
- Михаил Слесарев — Михаил Михайлович Филиппов
- Светлана Тимофеева-Летуновская — Аманда, хозяйка салона
- Александр Вдовин — Семён Романович Блейхер, профессор
- Ёла Санько — тётя Зина
- Иван Макаревич — Крылов, сотрудник спецотдела НКВД
- Олег Гераськин — Марковский, начальник спецшколы НКВД
- Иван Добронравов — Андрей Алексеевич Кольцов, лингвист-репетитор
- Артём Крылов — Юхани Тимманен, лейтенант финской армии
- Александр Зуев — Краузе
- Максим Митяшин — помощник Риекки
- Сергей Шаталов — Эмиль
- Полина Максимова — Ханна Тимманен, актриса
- Стасс Классен — Хью Синклер, руководитель SIS
- Александр Хошабаев — Командир взвода
- Дзюнсукэ Киносита — Макато Онодера Архивная копия от 31 августа 2017 на Wayback Machine, агент японской разведки
- Анатолий Просалов — сотрудник французской контрразведки DST[фр.]
- Анастасия Цой — японка
- Владимир Моташнёв — Шиллинг
- Виктория Малекторович — Хельга

## Съёмочная группа
- Продюсеры: Сергей Багиров, Александр Бондарев, Иракли Карбая, Кирилл Бурдихин, Денис Карышев
- Режиссёр-постановщик: Давид Ткебучава
- Автор идеи: Денис Карышев
- Авторы сценария: Денис Карышев, Александр Турбин, Валерия Подорожнова
- Оператор-постановщик: Николай Смирнов
- Художник-постановщик: Владимир Родимов
- Художник по костюмам: Наталья Занчевская
- Художник по гриму: Екатерина Литвина
- Композитор: Дмитрий Даньков
- Режиссёры монтажа: Алексей Волнов, Ирина Мичурина
- Звукорежиссёр: Олег Шлосс
- Звукорежиссёр (2d unit): Денис Бершачевский
- Кастинг-директора́: Ольга Гроза, Ксения Макарова
- Вторые режиссёры: Юлия Рябова, Александр Кутявин
- Пиротехник: Андрей Березкин
- Постановщик трюков: Валерий Деркач
- Исполнительный продюсер: Наталья Шишкина
- Генеральные продюсеры: Джаник Файзиев, Рафаел Минасбекян
- Линейный продюсер телекомпании НТВ: Марина Щербачева
- Редактор телекомпании НТВ: Игорь Лебедев
- Продюсер постпродакшн: Артём Елисеев